# Pedro Rafael Ojeda
Pedro Rafael Ojeda (San Luis, provincia de San Luis; 15 de noviembre de 1972), también conocido por su apodo Perico Ojeda, es un exfutbolista argentino.

## Trayectoria
Jugaba en la posición de delantero, y se destacaba por su altura de 1,96 metros y su peso cercano a los 100 kg. Jugó en los clubes CD Numancia de España,Instituto Atlético Central Córdoba,Racing Club de Avellaneda y Talleres de Córdoba, entre otros.

## Clubes
| Club                         | País      | Año       |
| ---------------------------- | --------- | --------- |
| Gimnasia y Esgrima (M)       | Argentina | 1993-1994 |
| Godoy Cruz Antonio Tomba     | Argentina | 1995      |
| Coquimbo Unido               | Chile     | 1996-1997 |
| Instituto de Córdoba         | Argentina | 1997-1998 |
| Racing Club de Avellaneda    | Argentina | 1998-1999 |
| CD Numancia                  | España    | 1999-2002 |
| Talleres de Córdoba          | Argentina | 2002      |
| CD Numancia                  | España    | 2003      |
| Juventud Unida Universitario | Argentina | 2003      |
| Racing de Córdoba            | Argentina | 2004-2005 |
| General Paz Juniors          | Argentina | 2005      |
| Estudiantes de San Luis      | Argentina | 2006      |
| AA Luján de Cuyo             | Argentina | 2006-2007 |
| Juventud Alianza             | Argentina | 2007      |